# BrooklynVegan
BrooklynVegan est un magazine musical américain en ligne. Fondé en 2004 par David Levine, le magazine a son siège à Brooklyn, New York, et se concentrait à l'origine sur la nourriture végétalienne et la communauté musicale dans et autour de la ville de New York, avant d'élargir son champ d'action pour couvrir les artistes musicaux et les événements dans le monde entier. Depuis 2011, BrooklynVegan exploite deux filiales dédiées à d'autres villes : BV Chicago, qui dessert Chicago, Illinois ; et BV Austin, qui dessert Austin, Texas.
En 2013, BrooklynVegan acquiert le webzine germano-américain Invisible Oranges, déplaçant ainsi son siège aux États-Unis. En 2015, BrooklynVegan et ses filiales deviennent des filiales de Townsquare Media,. En 2021, BrooklynVegan et ses filiales sont rachetées par Project M Group,. 